# Parc national de Ta Phraya

Le parc national de Ta Phraya (thaï : อุทยานแห่งชาติตาพระยา, système général royal de transcription du thaï : Utthayan Haeng Chat Ta Phraya, prononcé [ʔùt.tʰā.jāːn hɛ̀ŋ t͡ɕʰâːt tāː pʰrā. jāː]) est une aire protégée à l'extrémité orientale des montagnes de Sankamphaeng, dans la zone où elles rencontrent les monts Dângrêk, près de la frontière entre le Cambodge et la Thaïlande. Il a été créé en 1996. Il se trouve en grande partie dans l'amphoe Ta Phraya, province de Sa Kaeo, amphoe dont il porte le nom, bien que le parc comprenne également des secteurs les amphoes de Ban Kruat, Non Din Daeng et Lahan Sai de la province de Buriram. Le parc est à l'est du parc national de Pang Sida.
L'altitude varie entre 120 et 579 m. La plus haute montagne est Khao Pran Nut (ยอดเขาพรานนุช). Il y a également quelques anciennes ruines de temples khmers dans la zone du parc, comme Prasat Khao Lon.
Entre les années 1970 et 1990, il y avait des camps de réfugiés pour les Cambodgiens dans cette partie de la zone frontalière ; le plus grand et le plus célèbre était celui de Khao-I-Dang.
Ta Phraya (594 km2) fait partie, avec les parcs nationaux très proches de Khao Yai (2166 km2), de Thap Lan (en) (2236 km2), Pang Sida (844 km2) et le sanctuaire de faune de Dong Yai (313 km2), du  Complexe forestier de Dong Phayayen-Khao Yai  (6152 km²) situé dans les montagnes de Dong Phaya Yen et les monts de Sankamphaeng : cette vaste zone naturelle protégée est reconnue comme Patrimoine mondial de l'humanité par l'UNESCO depuis 2005 grâce à sa biodiversité,.

## Climat
Il y a les trois saisons classiques de la Thaïlande : 
- la saison chaude et sèche de février à avril ;
- la saison des pluies de mai à octobre où souffle le vent de la mousson du Sud-Ouest, un vent chaud et très humide après son passage au-dessus de la mer d'Andaman et le golfe de Thaïlande ;
- et la saison froide de novembre à janvier où le vent change et vient du Nord-Est, apportant de l'air frais de la Chine continentale.

Les températures sont au minimum de 14°C et au maximum de près de 40°C.

## Flore et faune

### Flore
Le parc national de Ta Phraya est constitué de seulement 77 % de forêts tropicales humides et sèches et de près de 25 % de forêt de mousson / jungle / savane résultant de la déforestation, avant la création du parc national en 1996, par des paysans soucieux d'obtenir des terres à cultiver et des bûcherons soucieux d'exploiter la forêt.

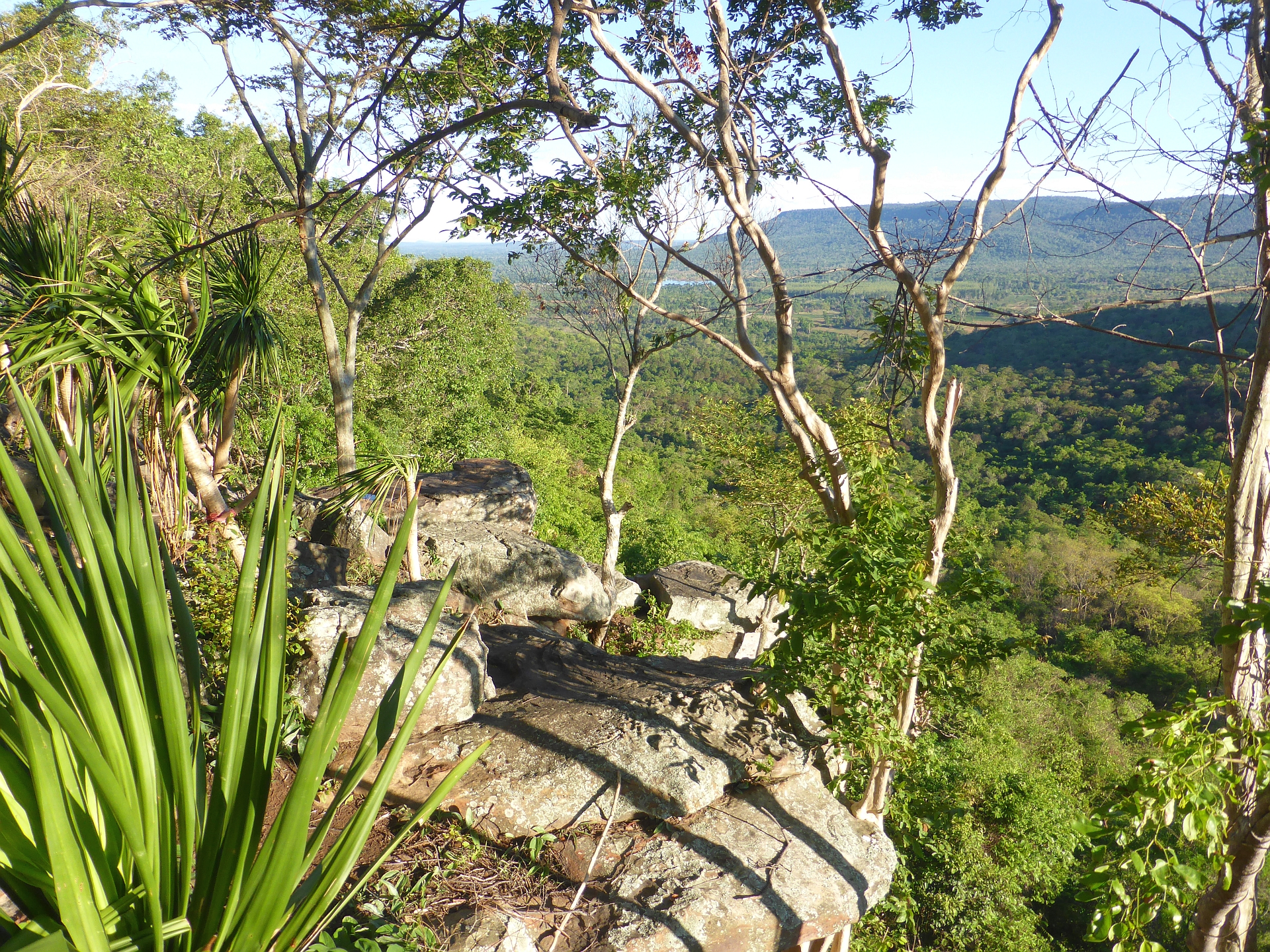
Vue sur la forêt tropicale

- Dans les forêts tropicales sèches, on trouve des arbres de la famille des dipterocarpaceae dont le dipterocarpus alatus, l'hopea ferrea et l'hopea odorata, ainsi que des arbres de la famille  des fabaceae (légumineuses), en particulier l'afzelia xylocarpa ainsi que des lagerstroemia... ;
- Dans les forêts tropicales humides se trouvent aussi des arbres géants de la famille des dipterocarpaceae comme le dipterocarpus dyeri et le dipterocarpus gracilis..., des arbres theaceae schima wallichii ... ;
- On peut parfois trouver des fabaceae pterocarpus macrocarpus, sindora siamensis, xylia xylocarpa etc.
- et il y a aussi beaucoup de forêt de mousson / jungle / savane, résultant principalement de la déforestation, constituée d'herbes, de prairies et d'arbres clairsemés[5].

Quartier des rangers qui protègent le parc national de Ta Phraya et végétation de jungle
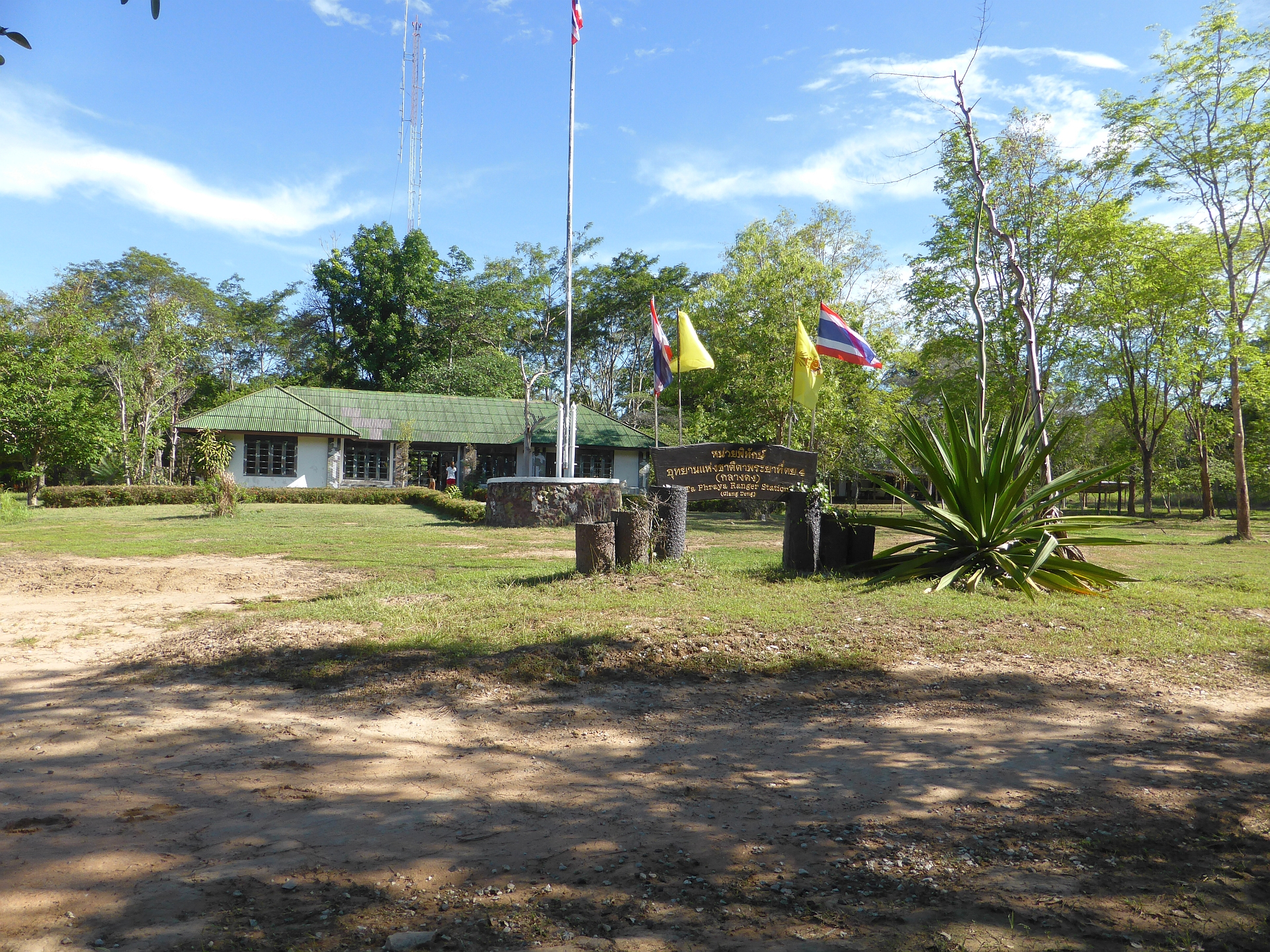
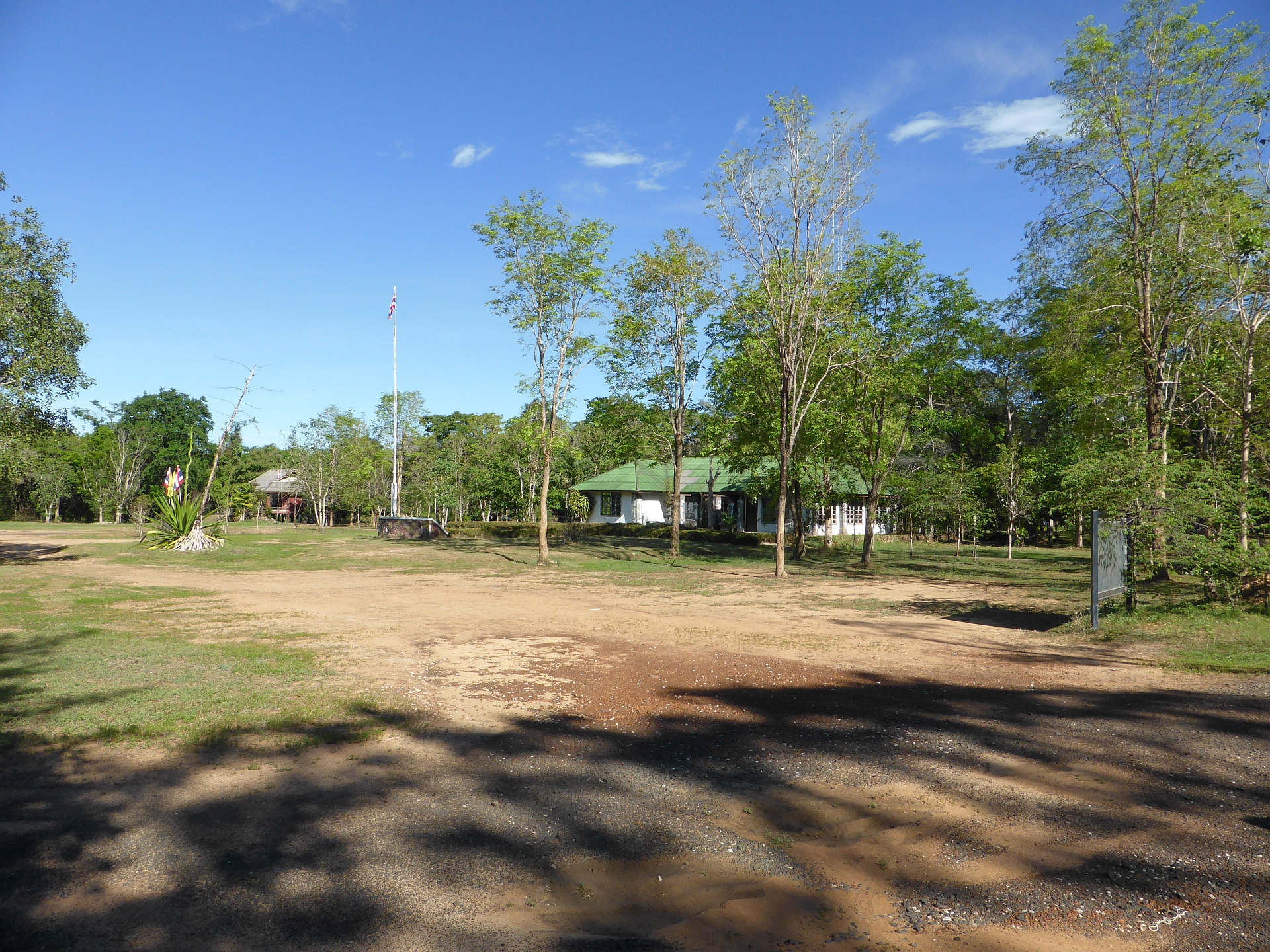
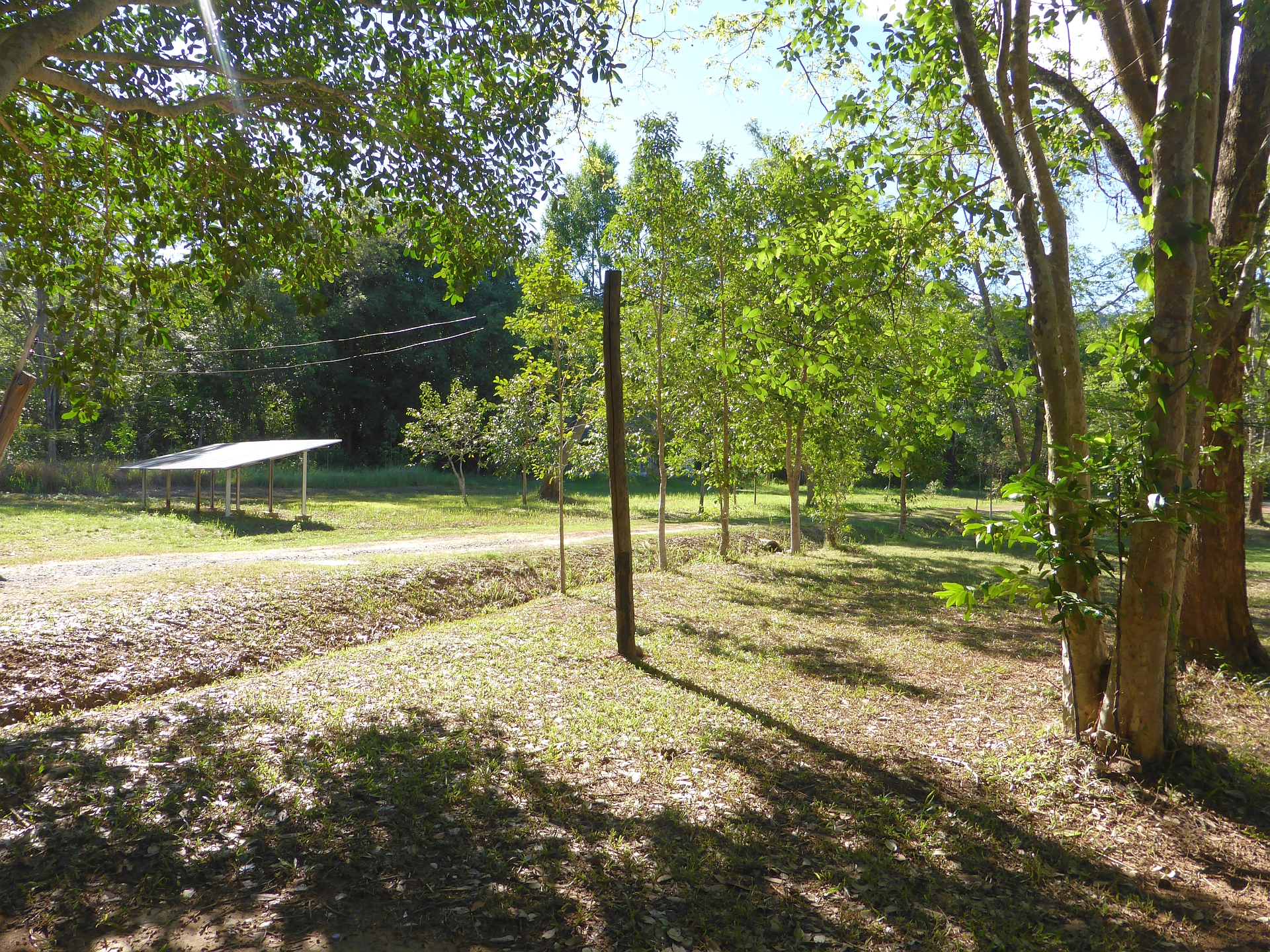
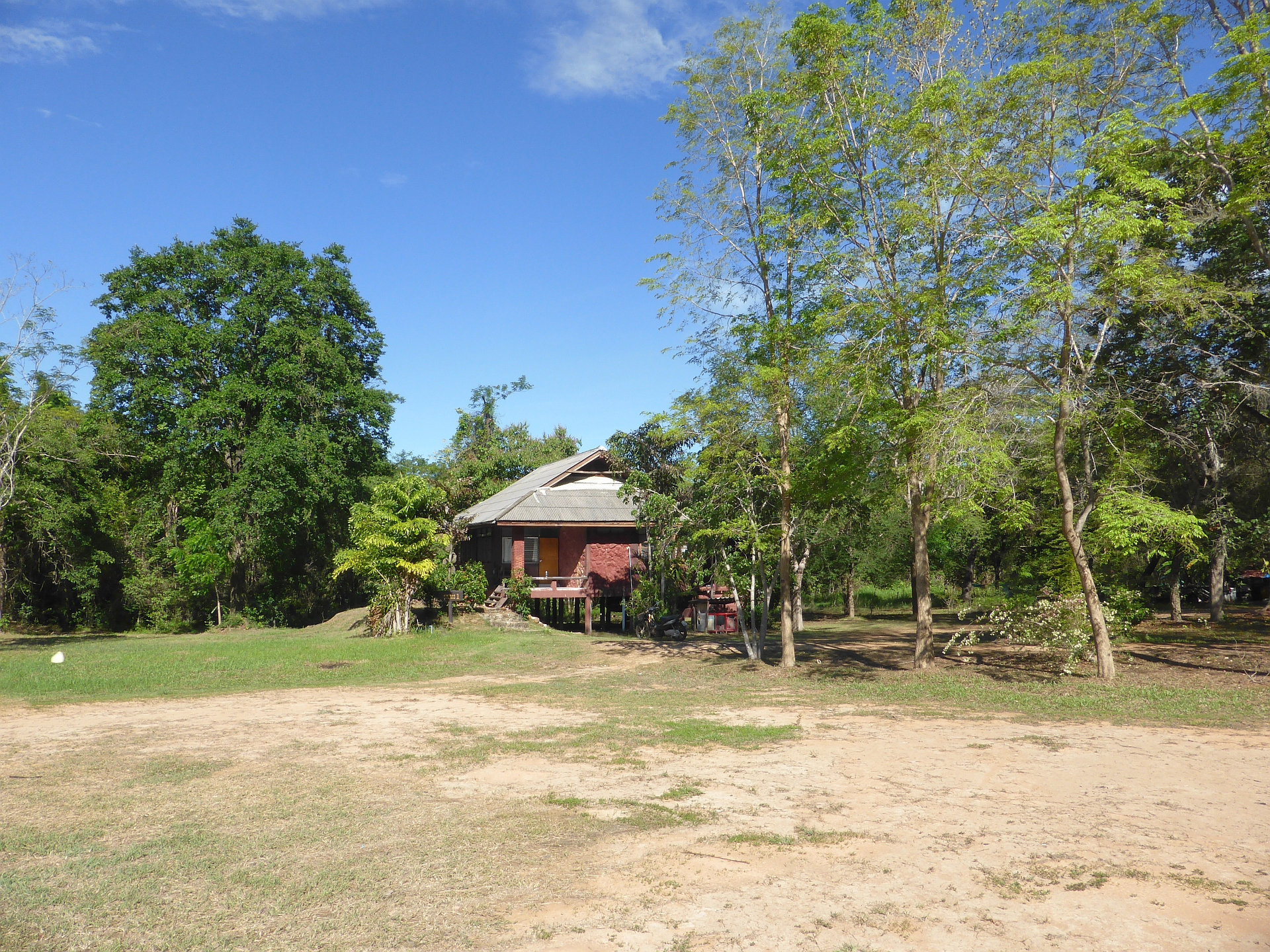

### Faune
La faune du parc comprend : 

#### Plus de 20 espèces de mammifères
- des herbivores et végétariens : banteng, gaur, chevrotain dont le grand cerf-souris tragulus napu, saro ; porc-épic de Malaisie ; lièvre du Siam...
- une espèce omnivore : cochon sauvage (sanglier) ;
- une espèce de mangeur de miel insectivore : ours malais ;
- des carnivores : chien sauvage dhole ; chats sauvages chat pêcheur viverrin et chat-léopard ; panthère (ou léopard) et panthère nébuleuse ; petite civette de l'Inde, grande civette de l'Inde, civette palmiste et civette à grandes taches viverra megaspila ;  mangouste de Java...
- deux espèces de singes : macaque à queue de cochon du Nord et macaque à longue queue (macaque crabier).

#### Près de 200 espèces d'oiseaux
- espèces de rapaces diurnes : aigle montagnard et busautour pâle ... ;

- une espèce de calao : calao pie ;
- espèces d'oiseaux gallinacés : faisan prélat ... ;
- espèces d'échassiers : bec-ouvert indien ... ;
- espèces de pigeons et apparentés : carpophage pauline et tourterelle tigrine ... ;
- espèces de perruches : perruche à moustaches[6] ... ;
- et de nombreux oiseaux passereaux : mainate couronné et mainate religieux ; grand minivet etc.

#### Et bien d'autres d'autres espèces animales
On compte de plus 43 espèces de reptiles, 23 espèces d'amphibiens, 23 espèces de poissons ainsi que d'innombrables arthropodes, vers et insectes dont 94 espèces de papillons.

Quelques papillons
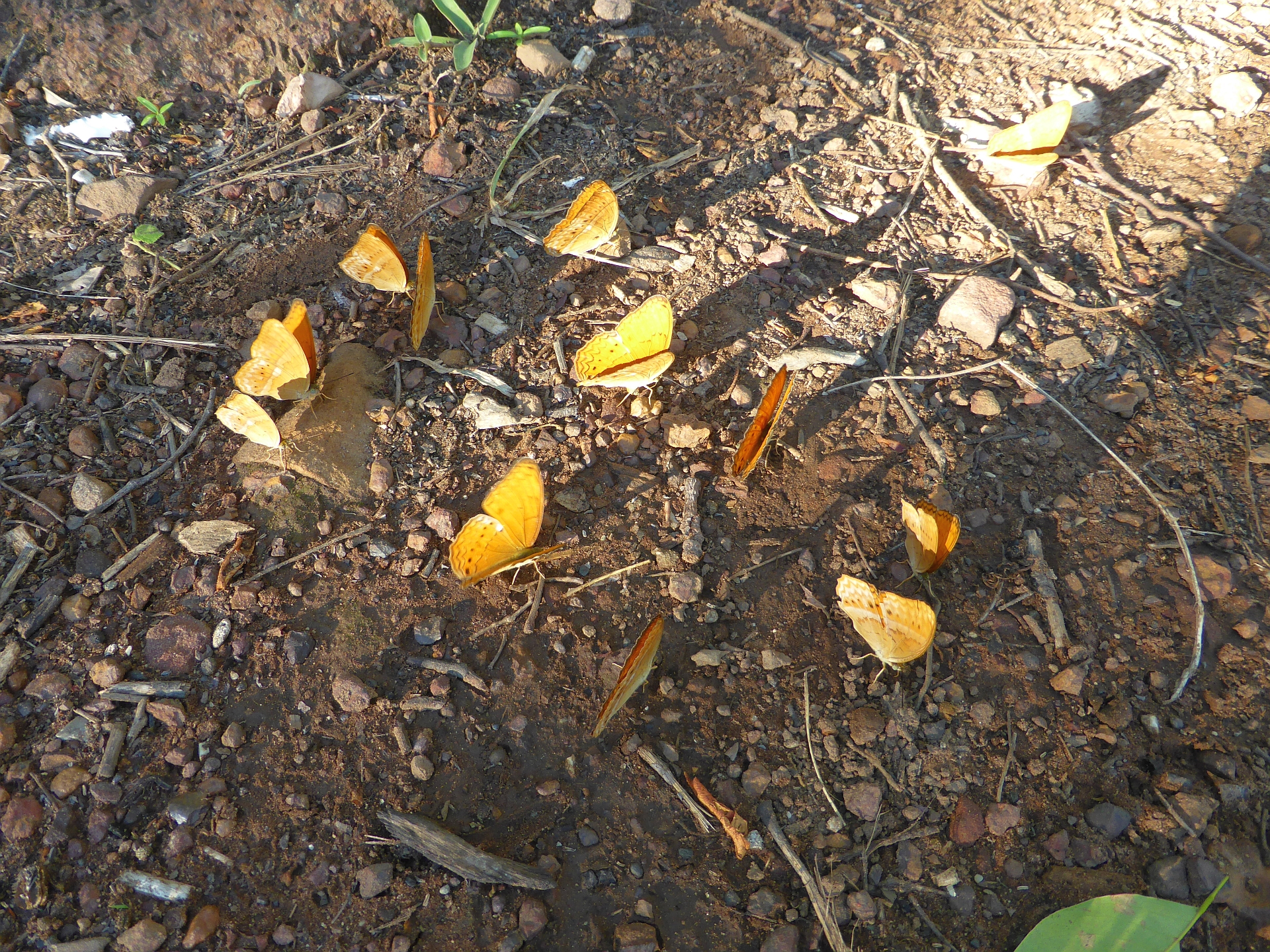
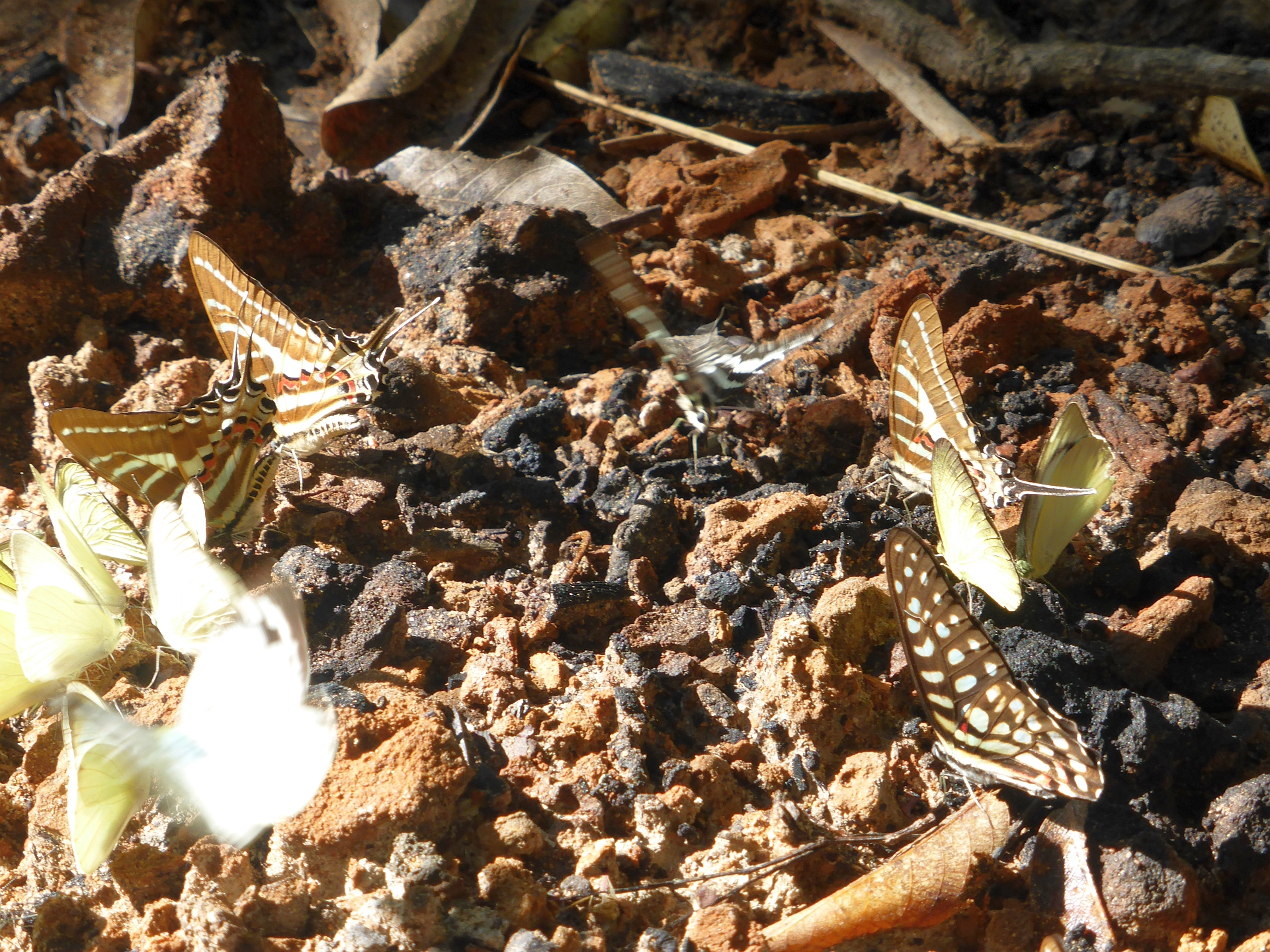
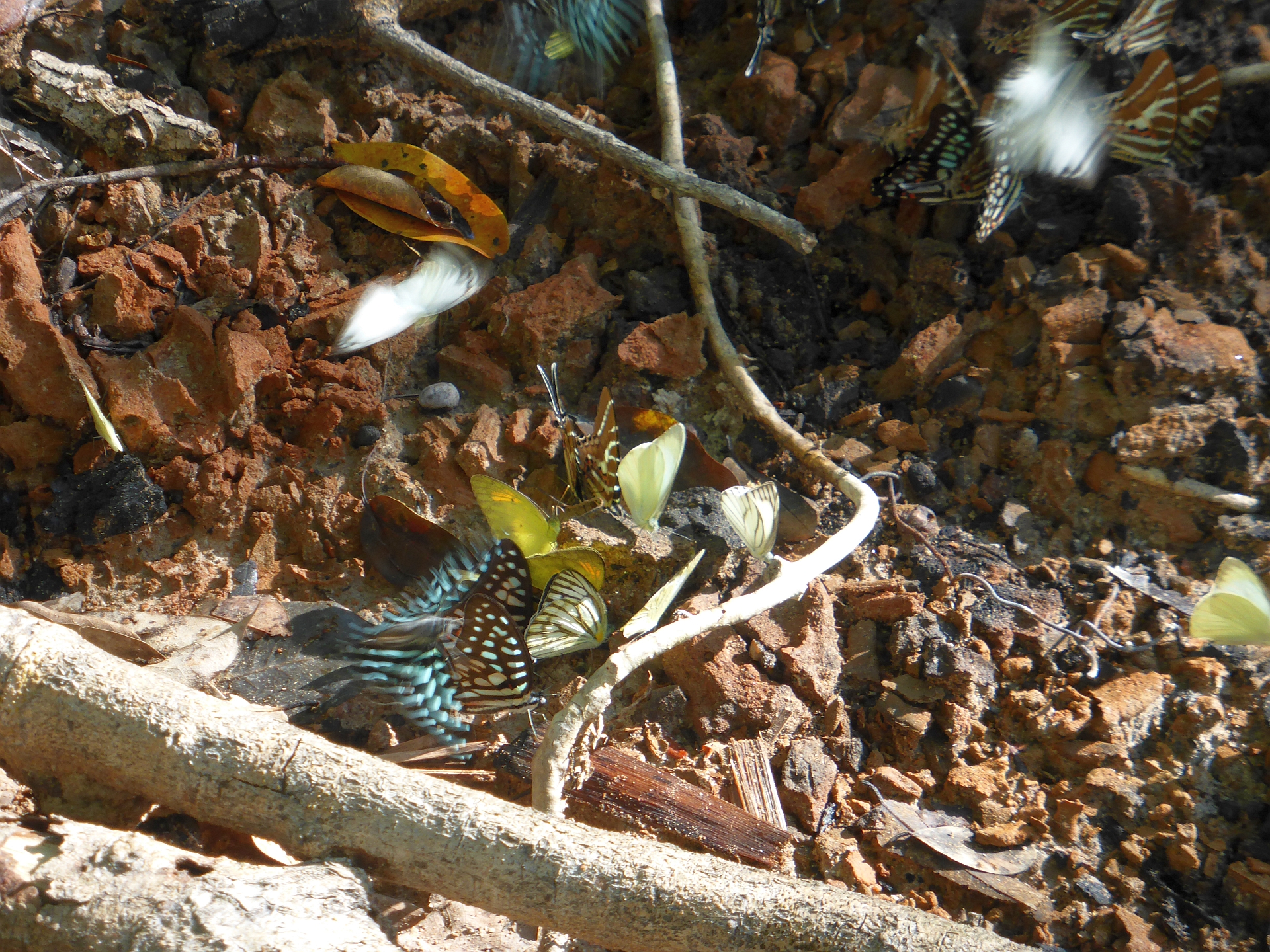

## Menaces
Le Ta Phraya abrite le bois de rose du Siam, une espèce d'arbre menacée d'extinction qui est extraite illégalement pour être vendue notamment sur le marché chinois du meuble. Des braconniers armés traversent la frontière depuis le Cambodge, et les gardes forestiers sont depuis 2015 formés à des mesures de lutte contre le braconnage de type militaire. Les accrochages sont fréquents et parfois mortels.

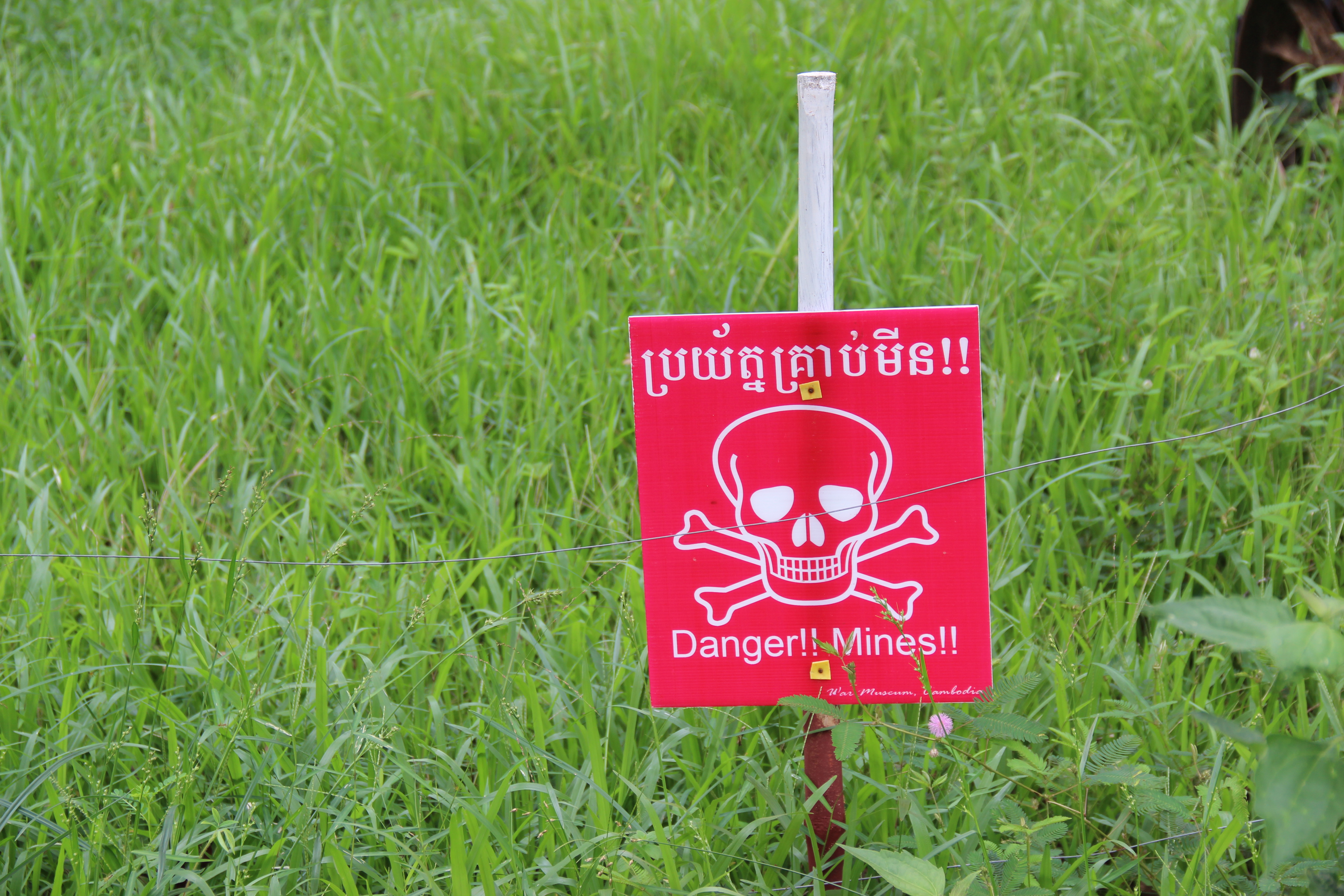
Mines au Cambodge
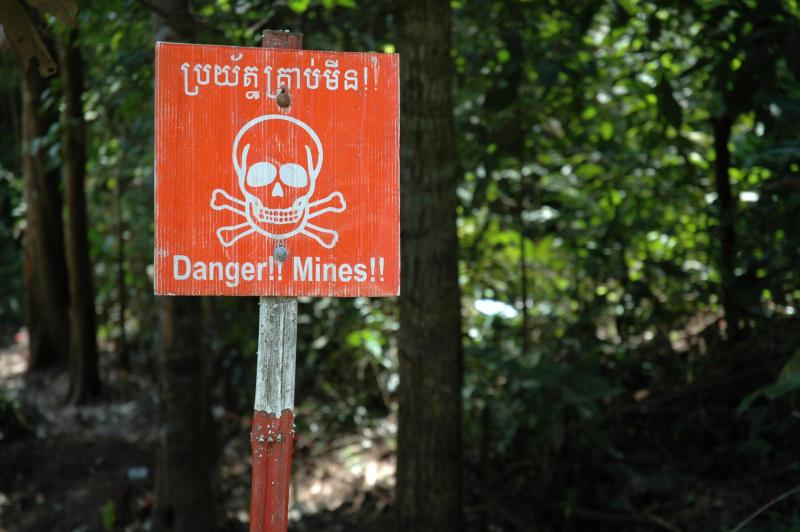
Mines au Cambodge
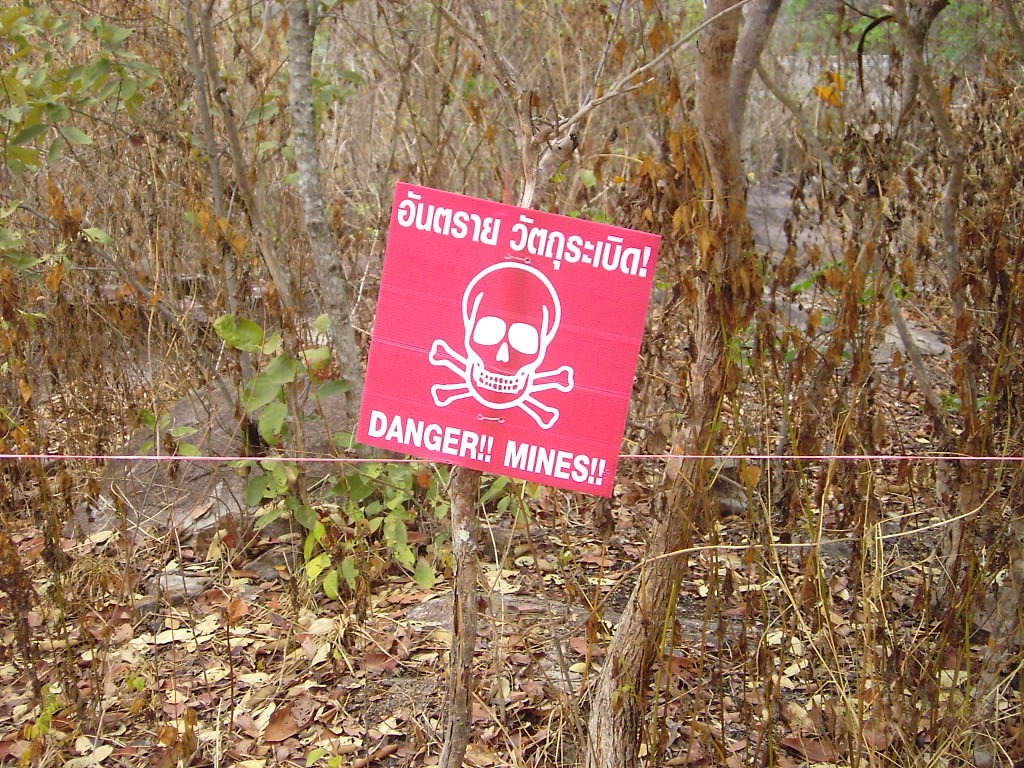
Mines à la frontière, en Thaïlande

Une autre menace pour ceux qui vont dans le parc national de Ta Phraya et dans le parc national Khao Phra Wihan ..., c'est les mines !!! Il y a encore, dans certaines zones frontalières entre la Thaïlande et le Cambodge, des centaines de milliers de mines non désamorcées qui datent des  conflits  des années  1970-1980  au  Cambodge  et  de la période mouvementée d’insurrection  à la frontière de la Thaïlande à la même époque. En effet, le 25 décembre 1978, l'armée vietnamienne envahit le Cambodge et libère Phnom Penh du régime de Pol Pot mais la guérilla khmère rouge subsiste dans la jungle qui borde la Thaïlande. Alors, à un rythme effréné, toute la frontière avec la Thaïlande est minée, c'est le projet du "mur de bambous" et cette zone composée de forêts tropicales denses devient, en quelques années, l'une des régions les plus dangereuses du monde.

## Galerie

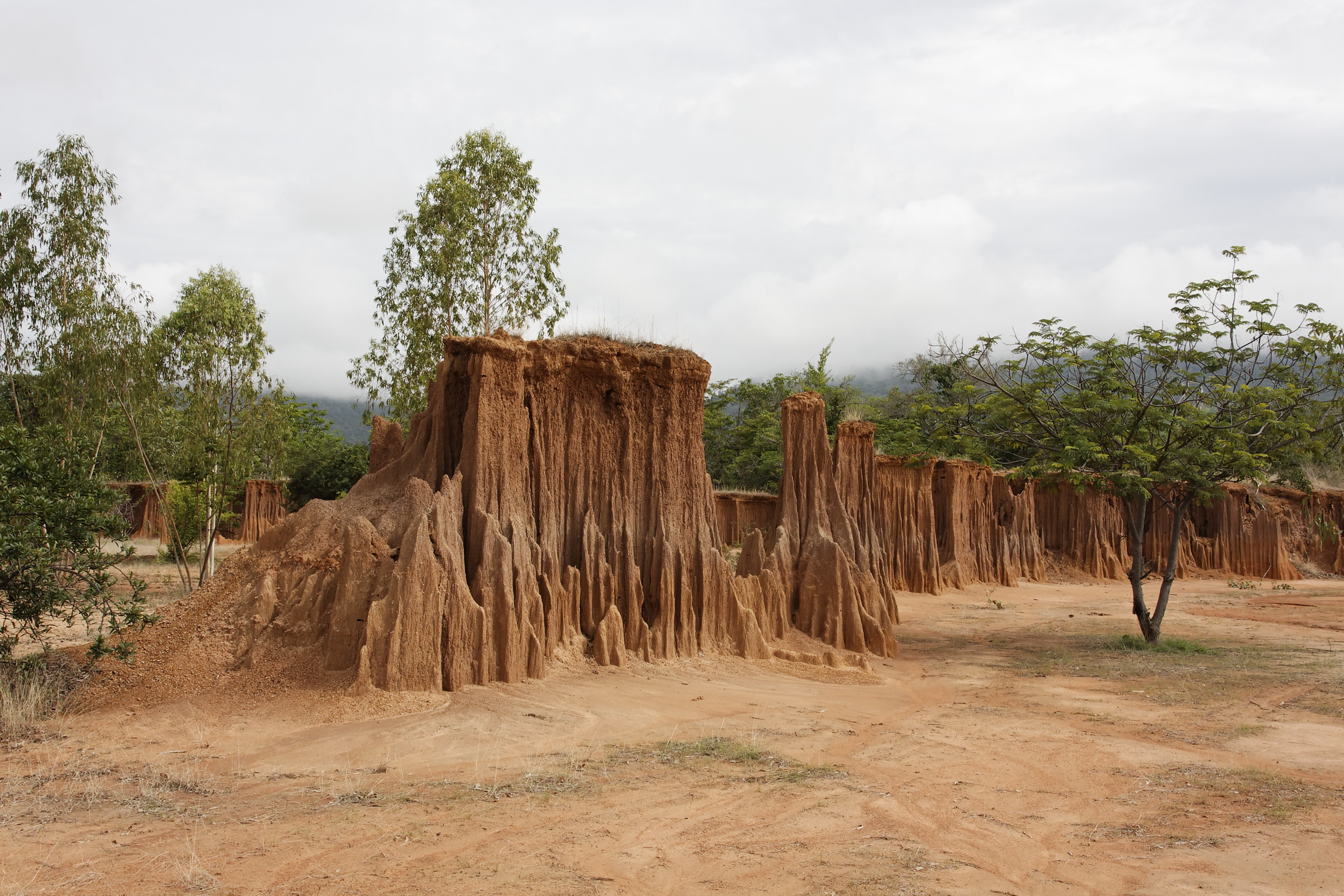
Le canyon de Lalu
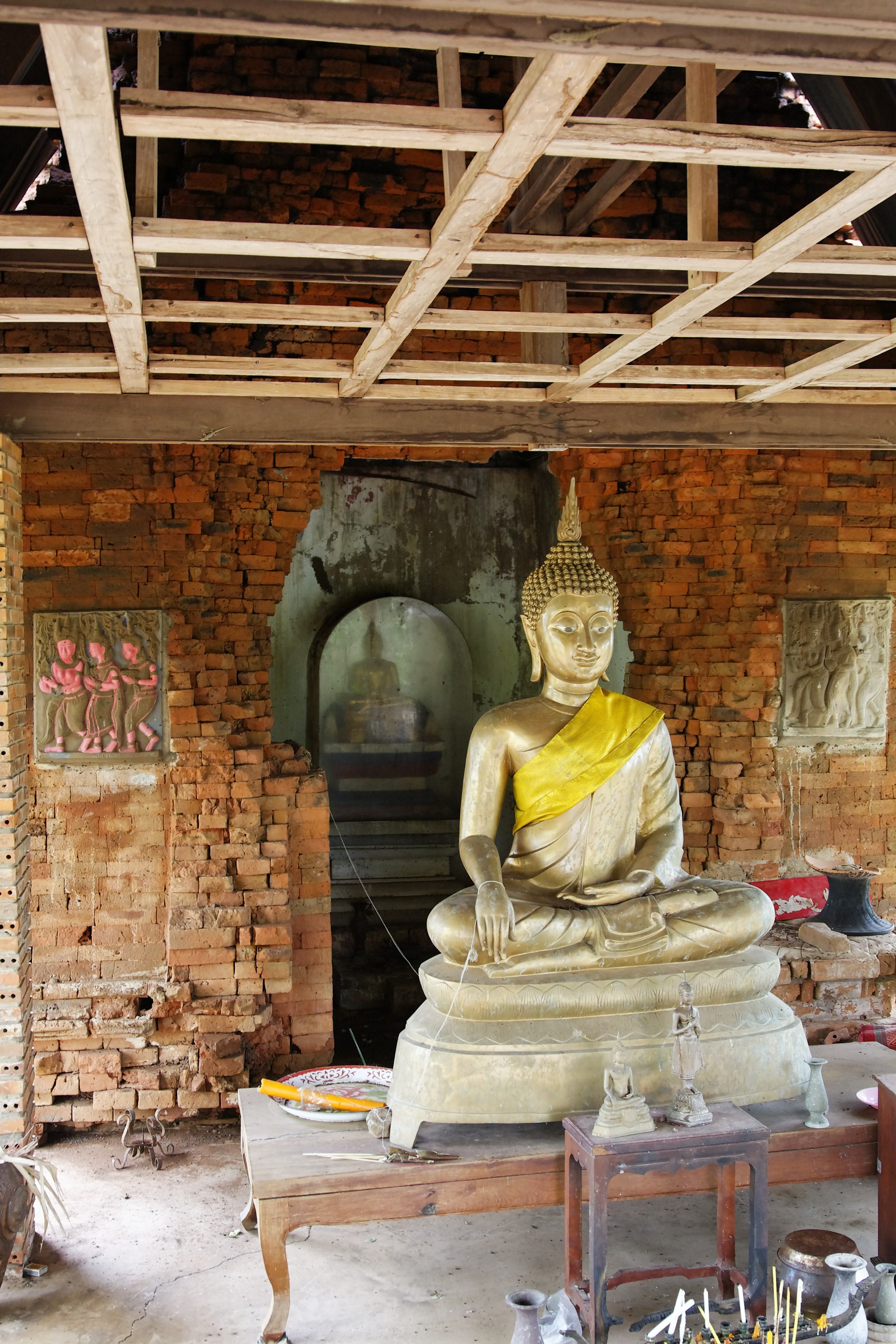
Le Prasat Khao Lon
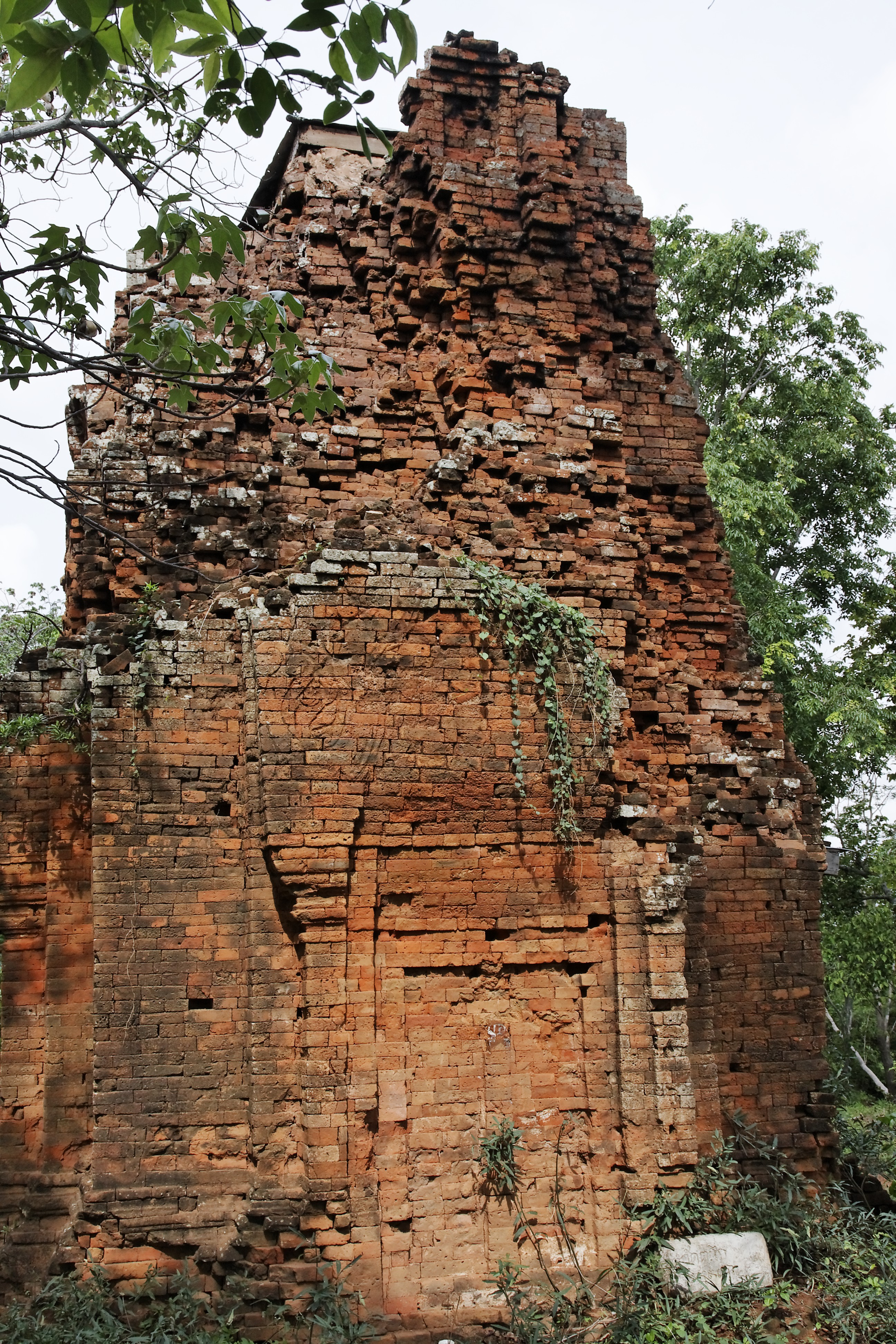
Le Prasat Khao Lon
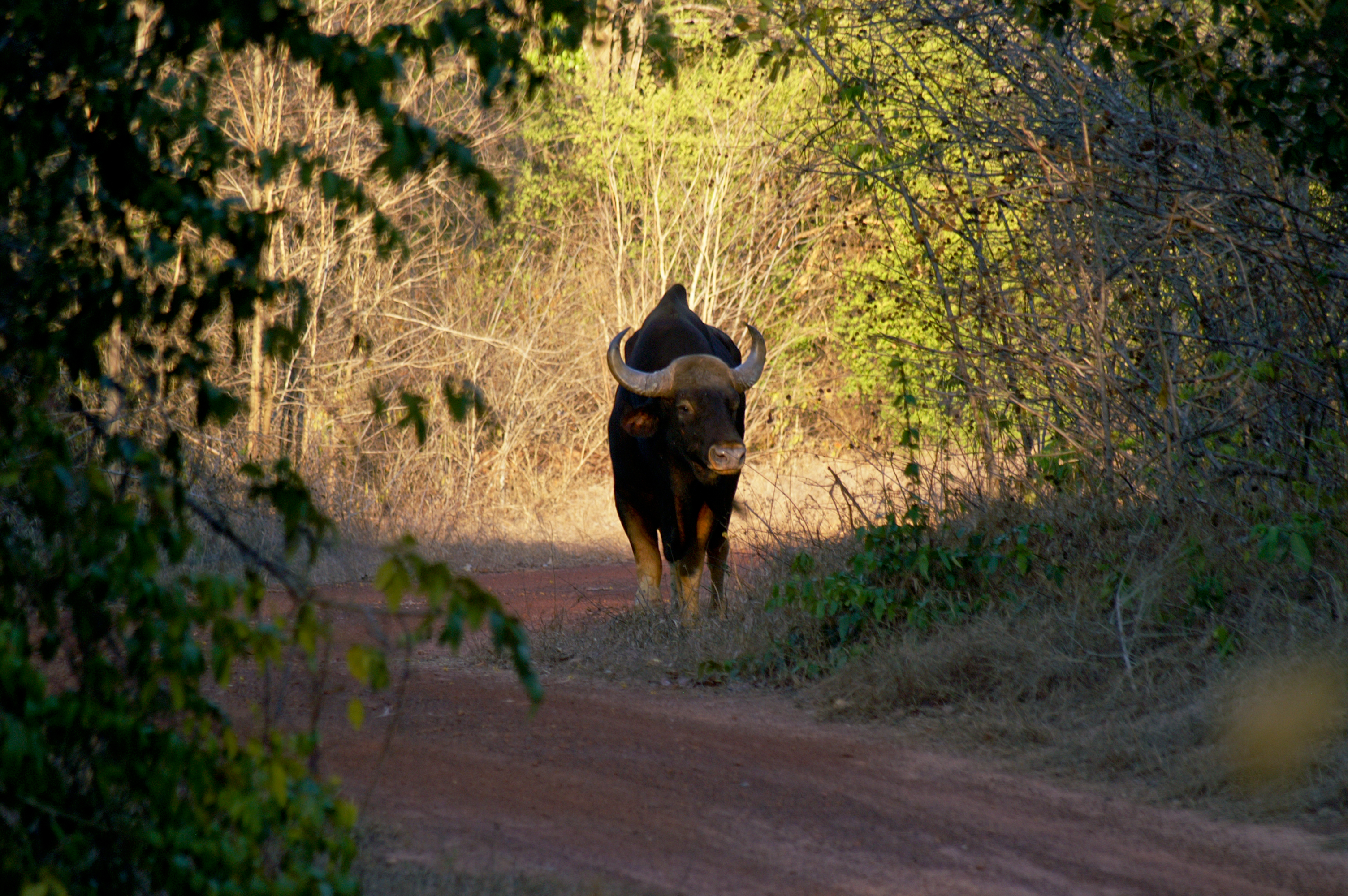
Un gayal